# Catabena miscellus
Catabena miscellus là một loài bướm đêm trong họ Noctuidae.